# Italienische Badmintonmeisterschaft 2012
Die Italienische Badmintonmeisterschaft 2012 fand vom 3. bis zum 5. Februar 2012 in Mailand statt.

## Medaillengewinner
| Disziplin    | Gold                              | Silber                                 | Bronze                               |
| ------------ | --------------------------------- | -------------------------------------- | ------------------------------------ |
| Herreneinzel | Giovanni Greco                    | Daniel Messersi                        | Giacomo Battaglino                   |
| Herreneinzel | Giovanni Greco                    | Daniel Messersi                        | Marco Mondavio                       |
| Dameneinzel  | Agnese Allegrini                  | Franziska Kofler                       | Roswitha Fragner                     |
| Dameneinzel  | Agnese Allegrini                  | Franziska Kofler                       | Silvia Corradi                       |
| Herrendoppel | Giacomo Battaglino Marco Mondavio | Giovanni Greco Giovanni Traina         | Giuseppe Luca Caracausi Roberto Leto |
| Herrendoppel | Giacomo Battaglino Marco Mondavio | Giovanni Greco Giovanni Traina         | Michael Kantioler Stefan Kantioler   |
| Damendoppel  | Hannah Strobl Carmen Thanei       | Margherita Manfrinetti Tanja Scanferla | Klaudia Grunfelder Marianna Viola    |
| Damendoppel  | Hannah Strobl Carmen Thanei       | Margherita Manfrinetti Tanja Scanferla | Ottavia Mattavelli Silvia Pizzini    |
| Mixed        | Enrico Galeani Agnese Allegrini   | Luigi Izzo Elena Chepurnova            | Giacomo Battaglino Claudia Gruber    |
| Mixed        | Enrico Galeani Agnese Allegrini   | Luigi Izzo Elena Chepurnova            | Andreas Stocker Carmen Thanei        |